# رشته‌کوه آلای
کوهستان آلای، (به روسی: Алайский хребет) (به قرقیزی: Алай тоо кыркасы)، رشته‌کوهی است که از کوه‌های تیان‌شان در غرب قرقیزستان آغاز و تا تاجیکستان کشیده شده‌است. این رشته‌کوه بخشی از سامانۀ کوهستانی پامیر-آلای می‌باشد. بلندترین قلهٔ این رشته‌کوه قلۀ پیک تندیکول،(به روسی: пик Тандыкуль)، به بلندی ۵٬۵۴۴ متر است. آب‌هایی که از دامنه‌های جنوبی کوهستان آلای سرازیر می‌شوند، به رود وخش، که یکی از شاخه‌های آمودریا است، می‌پیوندند. در دامنه‌های شمالی این کوهستان، جریان‌های آبی که شاخه‌هایی از سیردریا را تشکیل می‌دهند، به سوی شمال سرازیر شده و در پایان راه خود درۀ فرغانه را آبیاری می‌کنند.

کوهستان آلای در ناحیه‌ای قرار گرفته که سه ساختار زمین‌شناختی مهم به هم می‌پیوندند:
1. رشته‌کوه آلای با بیشترین بلندای ۵٬۵۰۰ متری که از شمال خاوری تا جنوب باختری چیزی نزدیک به ۳۵۰ کیلومتر کشیده شده‌است. این کوه‌ها از سمت خاور به رشته‌کوه فرغانه و از سمت باختر به رشته‌کوه‌های ترکستان، زرافشان، و حصار در تاجیکستان مرکزی می‌پیوندد.
2. رشته‌کوه ترانس-آلای که از سمت شمال با کوه‌های پامیر تاجیکستان همسایه بوده و بیش از ۲۰۰ کیلومتر در راستای خاوری-باختری کشیده شده‌است. این رشته‌کوه شماری از قله‌های پوشیده از برف و یخچال‌های طبیعی بالای ۷٬۰۰۰ متر، مانند قلۀ ابن‌سینا، را در خود جای داده است.
3. درۀ آلای، فلاتی با ارتفاع ۲٬۸۰۰ متر و گستره‌ای به اندازهٔ ۳۰ کیلومتر در ۱۸۰ کیلومتر، در میان رشته‌کوه‌های آلای و ترانس-آلای جای گرفته‌است.

آب‌وهوای قاره‌ای (بری) و شرایط کوهستان‌های مرتفع، ویژگی اصلی ناحیهٔ آلای می‌باشد. از پاییز تا بهار و در نتیجهٔ آب شدن یخ‌ها و بارش باران، رژیم آبدهی معمول این ناحیه به‌طور میانگین ۳۰۰ تا ۵۵۰ میلی‌متر است. بر خلاف زمستان‌های سرد که دمای هوا تا ۳۰- درجه سلسیوس پایین می‌آید، تابستان‌های اینجا خشک بوده و بیشترین دمای آن به ۳۲ درجه سلسیوس می‌رسد. پوشش گیاهی عمدهٔ این منطقه، علفزارهای استپی کوهستان‌های مرتفع و بیشه‌زارهای استپی کوهستانی است. بسیاری از دره‌های دورافتادهٔ اینجا پوشیده از جنگل درختان اُرِس (سرو کوهی) است که در ارتفاع ۳٬۰۰۰ متری می‌رویند. دورهٔ زمانی سالانهٔ رویش گیاهان، بسته به میزان آب و نیز ارتفاع متغیر بوده و حدود ۱۶۰ تا ۲۴۰ روز می‌باشد. زمین قابل کشت در این سرزمین کوهستانی منبعی بسیار کمیاب است. زمین‌های کشاورزی تنها ٪۰٫۵ تا ٪۱٫۱ از کل زمین‌های اینجا را در بر می‌گیرد، در حالی که دامنه‌ها و سراشیب‌های کوهستانی پوشیده از علفزارها و بوته‌زارهای مناسب چرای دام‌ها نزدیک به ٪۳۵ تا ٪۵۳ زمین‌های منطقه را تشکیل داده‌است.
همانند کوه‌های پامیر تاجیکستان، کوه‌های آلای نیز خانهٔ برخی از گونه‌های بی‌همتای جانوری همچون عقاب طلایی، کرکس هیمالیا (کرکس برفی)، پلنگ برفی، گرگ، غرم (میش کوهی/گوسفند مارکوپولو)، و گونه‌های کمیابی از بز کوهی است.